# Lina Ghotmeh
Lina Ghotmeh (nacida el 2 de julio de 1980) es una arquitecta de origen libanés y fundadora de Lina Ghotmeh Architecture en París. Criada en Beirut, su obra prioriza la sostenibilidad, la historia y la materialidad, integrando técnicas tradicionales con el diseño contemporáneo.
Entre sus proyectos más destacados se incluyen el rediseño de las galerías Oeste del Museo Británico en Londres; el pabellón permanente de Qatar para la Bienal de Venecia; el pabelalón de Baréin para la Expo 2025 en Osaka; el Pabellón Serpentine de 2023; los talleres Hermès de Normandía (2023), el primer edificio industrial de Francia con bajas emisiones de carbono y energía positiva; la Torre de viviendas Stone Garden en Beirut (2020); y el Museo Nacional de Estonia en Tartu (2016).  Su obra ha sido expuesta en diversas instituciones, entre ellas el MAXXI y Exposición Internacional de Arquitectura de la Bienal de Venecia. 

## Biografía
Ghotmeh nació en 1980 y creció en Beirut después de la Guerra Civil Libanesa. A temprana edad, se familiarizó con el diseño de edificios gracias a su madre, arquitecta de formación, y su padre, contratista. Inicialmente interesada en la arqueología, el interés de Ghotmeh por la historia, la identidad y la memoria son temas recurrentes en su obra.
Ghotmeh se graduó de la Universidad Americana de Beirut con una licenciatura en arquitectura con honores en 2003. En su tercer año como estudiante de arquitectura, recibió la beca del Premio Fawzi W. Azar  y el Premio Areen por su proyecto de fin de carrera.  En 2001, dejó el Líbano para realizar prácticas en París en los Ateliers de Jean Nouvel, donde trabajó en el Burj Qatar. Tras finalizar sus estudios en 2003, regresó a París para continuar trabajando con Jean Nouvel, y luego partió a Londres para incorporarse a Foster and Partners.
En 2006, estableció la firma Dorell Ghotmeh Tane/ Architects (DGT)  en Londres, junto con Dan Dorell y Tsuyoshi Tane, tras ganar el concurso para la creación del Museo Nacional de Estonia con sus colegas arquitectos Dan Dorell y Tsuyoshi Tane. Finalizado en 2016, el museo fue nominado al Premio de Arquitectura Contemporánea de la Unión Europea y ganó el Grand Prix AFEX, que se otorga cada dos años a edificios significativos de todo el mundo construidos por arquitectos franceses. 
Entre 2007 y 2015, Ghotmeh enseñó arquitectura como profesora asociada en la École spéciale d'Architecture de París y obtuvo una maestría en arquitectura durante el mismo período.
En 2016, Ghotmeh fundó su homónima firma de arquitectura Lina Ghotmeh — Architecture en Paris. Su obra se enmarca en el concepto de “Arqueología del futuro”, que ella misma ha acuñado debido a su investigación histórica y materialmente sensible.
En 2022, Ghotmeh fue convocada para diseñar el 22° Pabellón de la Serpentine Gallery, que se inauguró en los Jardines de Kensington en el verano de 2023.  Denominado "À table", fue construido en madera en forma circular, con un conjunto similar a un majlis para fomentar la reunión, y diseñado para ser completamente desmontable y reutilizable.  
Ghotmeh ha impartido conferencias en varias universidades, tales como Massachussets Institute of Technology (MIT), y ocupó el puesto Kenzo Tange Design Critic 2024 en Harvard.  En 2021, Ghotmeh fue profesora visitante Louis I. Kahn de Diseño Arquitectónico en la Escuela de Arquitectura de Yale y titular de la Cátedra Gehry (2021-22) en la Universidad de Toronto.

## Obras representativas
- 2016: Museo Nacional de Estonia (Tartu, Estonia)[32]
- 2020: Torre de viviendas Stone Garden (Beirut, Líbano)[33]
- 2023: 
  - Pabellón efímero en la Serpentine Gallery (Londres, Reino Unido)[34]
  - Talleres Hermès (Louviers, Francia)[35]
- 2025:
  - Pabellón de Qatar en la Bienal de Arquitectura de Venecia (Venecia, Italia)[36]
  - Pabellón de Bahrein en la Expo 2025 (Osaka, Japón)[37]
  - Renovación del ala oeste del Museo Británico (Londres, Reino Unido) (en curso)[38]